# Stipa sczerbakovii
Stipa sczerbakovii là một loài thực vật có hoa trong họ Hòa thảo. Loài này được Kotukhov miêu tả khoa học đầu tiên năm 1991.